# 6650 Morimoto
A 6650 Morimoto (ideiglenes jelöléssel 1991 RS1) a Naprendszer kisbolygóövében található aszteroida. Kin Endate és Vatanabe Kazuró fedezte fel 1991. szeptember 7-én.